# MG 34
La MG 34, de l'alemany Maschinengewehr 34, va ser la primera metralladora de propòsit general dissenyada durant la dècada dels 30 i fabricada a partir de 1934 a Alemanya. Les primeres 300 unitats es van distribuir el 1935. Era una metralladora refrigerada per aire, disparava cartutxos d'alta potència 7,92 x 57 mm Màuser i tenia un sistema per canviar ràpidament de canó.
Va ser dissenyada tant com a arma lleugera d'escamots com per a tasques més grans, estant un exemple prematur de metralladora de propòsit general. Com a arma lleugera, es va pensar equipar-la amb un bípede i un carregador de tambor de 75 projectils. Com a metralladora pesada estava muntada en un trípode i feia servir cintes de munició. A la pràctica, la infanteria només usava la versió de bípede, donant com a resultat una arma mitjana de suport.

## Història
La MG 34 va ser utilitzada com a metralladora principal de la infanteria durant els anys 1930, i va romandre com a arma defensiva antiaèria i en carros de combat. Es va intentar que fos substituïda en el seu servei amb la infanteria per la MG 42, però mai no hi ha hagut suficients quantitats del nou model per fer-ho, i es va continuar fent servir la MG 34 fins al final de la Segona Guerra Mundial. La MG 34 substituïa la MG 13 i d'altres metralladores antigues, però finalment aquestes es van continuar utilitzant a causa de l'alta demanda. Era una arma molt precisa a causa del seu canó estriat.
Del mecanisme d'alimentació a la posició més pràctica a l'esquerra de l'entrada, i l'addició d'una coberta prop del canó. Es van introduir canvis en el mecanisme de tret, millorant la cadència de foc a 800-900 projectils per minut.
La nova arma va ser acceptada i va entrar en servei gairebé immediatament, estant en general bé rebuda per les tropes. Va ser utilitzada per la Legió Còndor durant la Guerra Civil Espanyola (1936 - 1939). En aquest moment es va introduir una sèrie de característiques avançades, i arribaria a ésser una influència en el concepte de metralladora de propòsit general. Tanmateix, la MG 34 era també cara, en termes de construcció i primeres matèries (necessitava 49 kg. d'acer) i no va ser possible la producció de les grans quantitats que necessitava l'exèrcit alemany.
També es va demostrar que era una arma impredictible, amb facilitat a encasquetar-se per la brutícia i es congelava amb les temperatures baixes dels hiverns de 1941, 1942 i 1943 durant la invasió de la Unió Soviètica, la major part dels errors provenen del mecanisme d'alimentació i és molt sensible a variacions en la munició.

## Característiques
La MG 34 podia utilitzar tant tambors com cintes de munició 7,92x57 mm. Les cintes podien ser de 50 o 250 bales. Els carregadors de tambor tenien 50 bales a la seva versió estàndard, i 75 bales a la seva versió de "doble tambor". Les primeres armes havien de ser modificades per poder usar tambors reemplaçant una part de l'arma; aquest canvi va ser realitzat posteriorment a la fàbrica.
En el seu paper de metralladora lleugera amb bípode, la MG 34 només pesava 12,1 kg. Com metralladora mitjana podia estar muntada en dos tipus de trípodes, un de petit de 6,75 kg. i un altre més gran de 23,6 kg.
El trípode més gran (MG 34 Laffette) incloïa diverses modificacions, com una mira especial per realitzar foc indirecte. Les potes del trípode podien estendre's el suficient per ser emprada com a arma antiaèria.

## Derivats

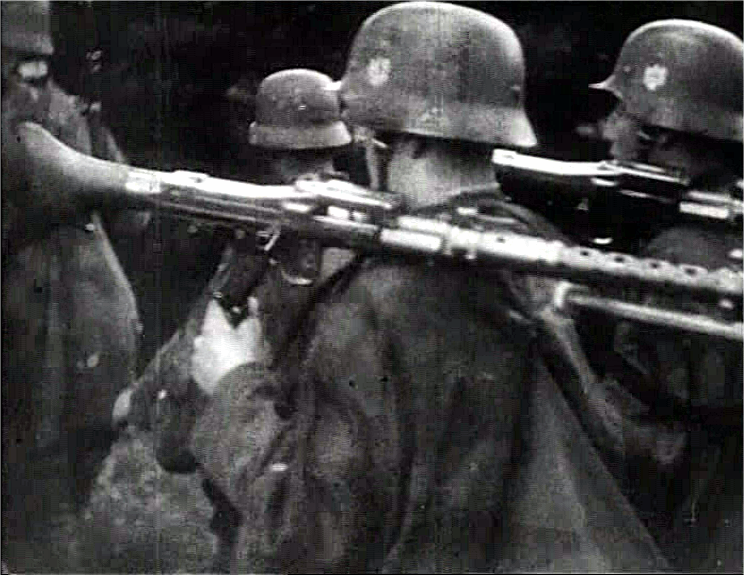
Infanteria alemanya amb metralladores MG 34, durant la Invasió de Polònia de 1939

Una variant de la MG 34 va ser la MG 34/41. Les metralladores MG 34 i MG 42 van ser les primeres experiències, a començaments de la Segona Guerra Mundial, que van demostrar que l'alta cadència de foc generava una major dispersió de les bales. La MG 34/41 podia aconseguir una cadència de 1.200 bales per minut (la MG 34 solament de 800 a 900 bales/min), i pesava 14 kg, poc més que la MG 34 original. Es va construir una petita quantitat de MG 34/41, i 300 van ser enviades al capdavant oriental.
A la fi dels anys 1930 va començar un intent de simplificar la MG34, que conclouria en la MG 42. Tanmateix, la camisa de refrigeració en forma quadrada de la MG 42 impedia que fos utilitzada a les troneres dels tancs, per la qual cosa la MG 34 va continuar sent produïda i usada per a aquest fi. Els Panzer empraven el model MG 34-T, que es diferenciava del normal en tenir una camisa de refrigeració més pesada i sense els orificis de ventilació.
La MG 34 va ser la base d'una arma antiaèria, la MG 81. L'entrada de munició va ser modificada perquè pogués alimentar-se per tots dos costats; i al model MG 81Z (de Zwilling, bessó), es van unir dues armes utilitzant un únic gallet.